# Cryptothylax
Cryptothylax é um gênero de anfíbios da família Hyperoliidae.
As seguintes espécies são reconhecidas:
- Cryptothylax greshoffii (Schilthuis, 1889)
- Cryptothylax minutus Laurent, 1976